# Ned Grabavoy
Ned Grabavoy est un joueur de soccer américain né le 1er juillet 1983 à Joliet en Illinois. Il évoluait au poste de milieu de terrain avec les Timbers de Portland en MLS jusqu'à son retrait en octobre 2016.